# (8866) Tanegashima
(8866) Tanegashima es un asteroide perteneciente al cinturón de asteroides, descubierto el 26 de enero de 1992 por Masaru Mukai y el también astrónomo Masanori Takeishi desde la Estación Kagoshima, Japón.

## Designación y nombre
Designado provisionalmente como 1992 BR. Fue nombrado Tanegashima en homenaje la isla Tanegashima situada al sur de la isla de Kyushu, al sureste de Japón. Allí se encuentra la base de lanzamiento de la Centro Espacial de Tanegashima.

## Características orbitales
Tanegashima está situado a una distancia media del Sol de 3,114 ua, pudiendo alejarse hasta 3,650 ua y acercarse hasta 2,578 ua. Su excentricidad es 0,172 y la inclinación orbital 11,64 grados. Emplea 2007 días en completar una órbita alrededor del Sol.

## Características físicas
La magnitud absoluta de Tanegashima es 12. Tiene 21,589 km de diámetro y su albedo se estima en 0,038.